# Steve Whitworth
Stephen Whitworth (Coalville, 20 marzo 1952) è un ex calciatore inglese, di ruolo difensore.

## Caratteristiche tecniche
Era un terzino destro.

## Carriera

### Club
Ha giocato nel settore giovanile del Leicester City, con cui nel 1970 ha esordito in prima squadra, in Second Division, campionato che ha vinto; l'anno seguente esordisce nella massima serie inglese, e col Leicester City disputa anche il Charity Shield a causa della rinuncia dell'Arsenal (campione d'Inghilterra e vincitore della FA Cup nella stagione precedente) a partecipare alla competizione, nella quale le Foxes, ammesse in virtù della vittoria della Second Division, sconfiggono per 1-0 il Liverpool finalista perdente della precedente edizione della FA Cup; nell'occasione, la rete decisiva per la vittoria del trofeo viene realizzata da Whitworth. Gioca poi in massima serie col Leicester City dalla stagione 1971-1972 alla stagione 1977-1978, conclusasi con l'ultimo posto in classifica e la retrocessione in seconda serie, campionato nel quale Whitworth gioca nella stagione 1978-1979, nel corso della quale viene ceduto al Sunderland, dopo aver giocato in tutto 353 partite di campionato con il Leicester City, senza mai segnare; nel corso degli anni 1970 ha inoltre stabilito un record di presenze col Leicester City, scendendo in campo in 198 partite consecutive.
Gioca la seconda parte del campionato 1978-1979 nel Sunderland, giocando 10 partite in seconda divisione; nella Second Division 1979-1980 gioca altre 42 partite di campionato, contribuendo alla conquista del secondo posto in classifica con conseguente promozione in First Division, campionato nel quale nella stagione 1980-1981 gioca 29 partite; l'anno successivo gioca altre 2 partite nella medesima categoria per poi passare a stagione in corso al Bolton, con cui totalizza 29 presenze nel campionato di Second Division. Dopo un'altra stagione al Bolton terminata con 38 presenze senza reti scende di due categorie e si accasa al Mansfield Town, club di quarta divisione, campionato in cui nella stagione 1983-1984 gioca 41 partite senza mai segnare. L'anno seguente gioca altre 9 partite di campionato e segna 2 reti, le sue prime in carriera nei campionati professionistici inglesi. Viene poi ceduto al Barnet, con cui gioca per due anni in quinta divisione e per altri tre anni in sesta divisione, terminando la carriera nel 1989.

### Nazionale
Dal 1971 al 1975 ha giocato con la Nazionale Under-23, collezionandovi in tutto 6 presenze e segnando una rete.
Ha esordito in Nazionale maggiore il 12 marzo 1975, in una partita contro la Germania Ovest; la sua settima ed ultima presenza in Nazionale è invece stata il 19 novembre 1975, contro il Portogallo.

## Palmarès

### Club

#### Competizioni nazionali
- Second Division: 1

Leicester City: 1970-1971
- Community Shield: 1

Leicester City: 1971